# Prozor (tvrđava u Vrlici)
Prozor (Gradina) je danas djelimice restaurirana utvrda srednjovjekovnog i ranonovovjekovnog grada. Tvrđava Prozor (Gradina) i njezin okoliš predstavljaju zaštićeno kulturno dobro.

## Opis dobra
Tvrđavu Prozor na teško pristupačnoj uzvisini nad Vrličkim poljem sagradio je 1406. g. bosansko - hrvatski herceg Hrvoje Vukčić Hrvatinić. Po svojoj sačuvanosti spada među najznačajnije srednjovjekovne tvrđave. Nepravilnog je pravokutnog tlocrta sa središnjom utvrdom - donžonom. Na zapadnoj strani ima stambeni dio, "providurov stan". S istočne strane je branjena manjom kulom kružnog tlocrta. Ulaz u tvrđavu je bio sa zapadne strane, zaklonjen posebnim zaobljenim zidom. Južnu, nepristupačnu stranu kompleksa štiti niski bedem izgrađen na litici. Naziv utvrde u kasnom srednjem vijeku se gubi, a umjesto njega se sve češće koristi naziv Grad.
Nalazi se iznad grada Vrlike, sjeverozapadno od grada, na nestrmoj uzvisini, 1,5 km cestom prema Maovicama i Drnišu, na suprotnom kraju Perućkog jezera gledano iz Potravlja.
Prozor se nalazi na strateškom mjestu s kojeg se vide planine na istoku i na zapadu te na Cetinu i Perućko jezero, koje je nekad bilo riječnom dolinom (rijeka Cetina). Nalazi se na 459 m nadmorske visine na 43, 91385° sjeverne zemljopisne širine i 16, 39526' istočne zemljopisne dužine, 300 m zračnim pravcem sjeverozapadno od grada. Usporedbe radi, Vrlika je dijelom na 261 m nadmorske visine.
Dali su ju sagraditi hrvatski plemići Hrvatinići ranih 1400-ih. Bila je dijelom malog obrambenog lanca utvrda na jugu Hrvatskog Kraljevstva, a uz Prozor to su bile Potravnik kod Potravlja i utvrda Glavaš (Dinarić) kod Kijeva.
U razdoblju turskih osvajanja hrvatskih krajeva, Prozor je došao na udar osmanskih navala na Hrvatsko Kraljevstvo. Turci su ju uspjeli zauzeti 1523. godine. Krajem 17. st. Mletačka Republika istjerala je Osmanlije iz tih krajeva.

## Zaštita
Pod oznakom Z-3921 tvrđava je zavedena je kao nepokretno kulturno dobro - pojedinačno u Registru kulturnih dobara Ministarstva kulture i medija, pravna statusa zaštićeno kulturno dobro, klasificirano kao "profana graditeljska baština ", javne građevine.

## Galerija
- Utvrda Prozor iznad Vrlike
- Utvrda Prozor
- Utvrda Prozor s pogledom na Perućko jezero

## Vanjske poveznice
- http://www.destinacije.com/slika_nav.asp?lang=hr&pg=23&folder=Slike-Wallpapers&cp=1106&s=Next%5Bneaktivna+poveznica%5D Destinacije.com Utvrda Prozor (poveznica neaktivna)
- Panoramio  Arhivirana inačica izvorne stranice od 9. ožujka 2010. (Wayback Machine) Utvrda Prozor
- Panoramio  Arhivirana inačica izvorne stranice od 14. listopada 2016. (Wayback Machine) Gradina iznad grada
- Destinacije[neaktivna poveznica] Vidikovac nad utvrdom Prozor
- Panoramio  Arhivirana inačica izvorne stranice od 3. ožujka 2014. (Wayback Machine) Pod glavnom kulom Prozora
- Panoramio  Arhivirana inačica izvorne stranice od 17. listopada 2016. (Wayback Machine) Na zidinama utvrde Prozora
- Turistička zajednica Splitsko-dalmatinske županije  Arhivirana inačica izvorne stranice od 9. ožujka 2018. (Wayback Machine) Vrlika - utvrda Vrlički prozor